# Opogona omoscopa
Opogona omoscopa là một loài bướm đêm thuộc họ Tineidae. Nó được tìm thấy ở miền tây Úc. Nó là một loài được du nhập ở Vương quốc Anh.
Sải cánh dài khoảng 15 mm.
Nó ăn nhiều loài rau và gỗ thối rữa khác nhau như ngô, cây đại hoàng, bần, rễ cây dứa.

## Hình ảnh

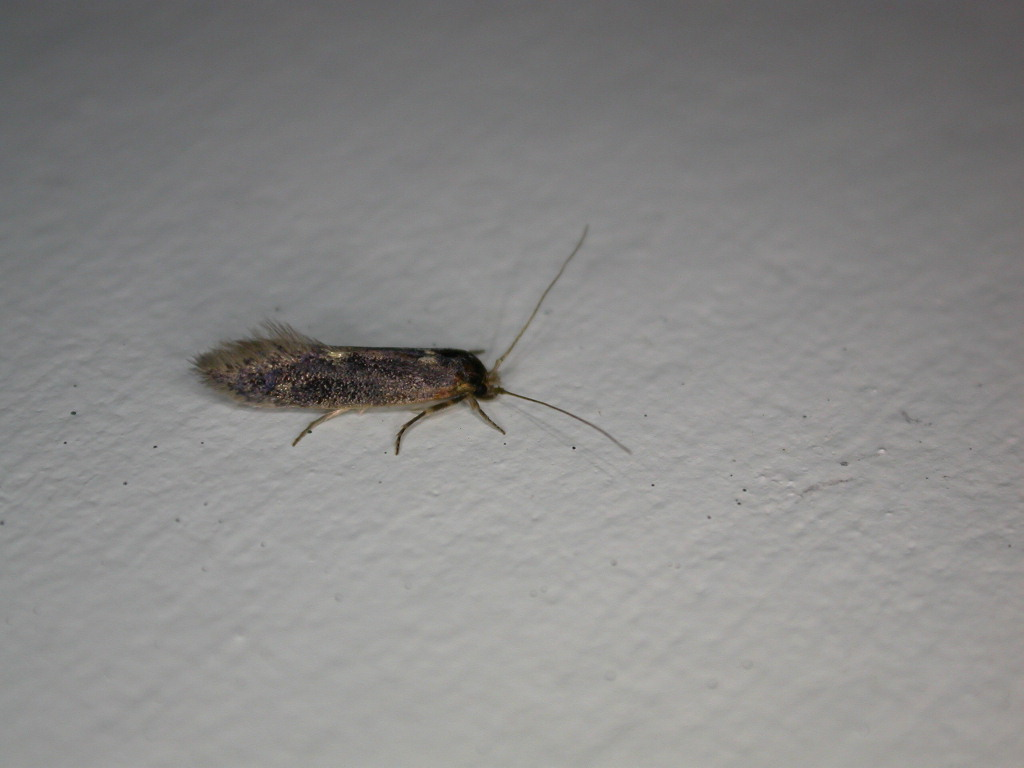
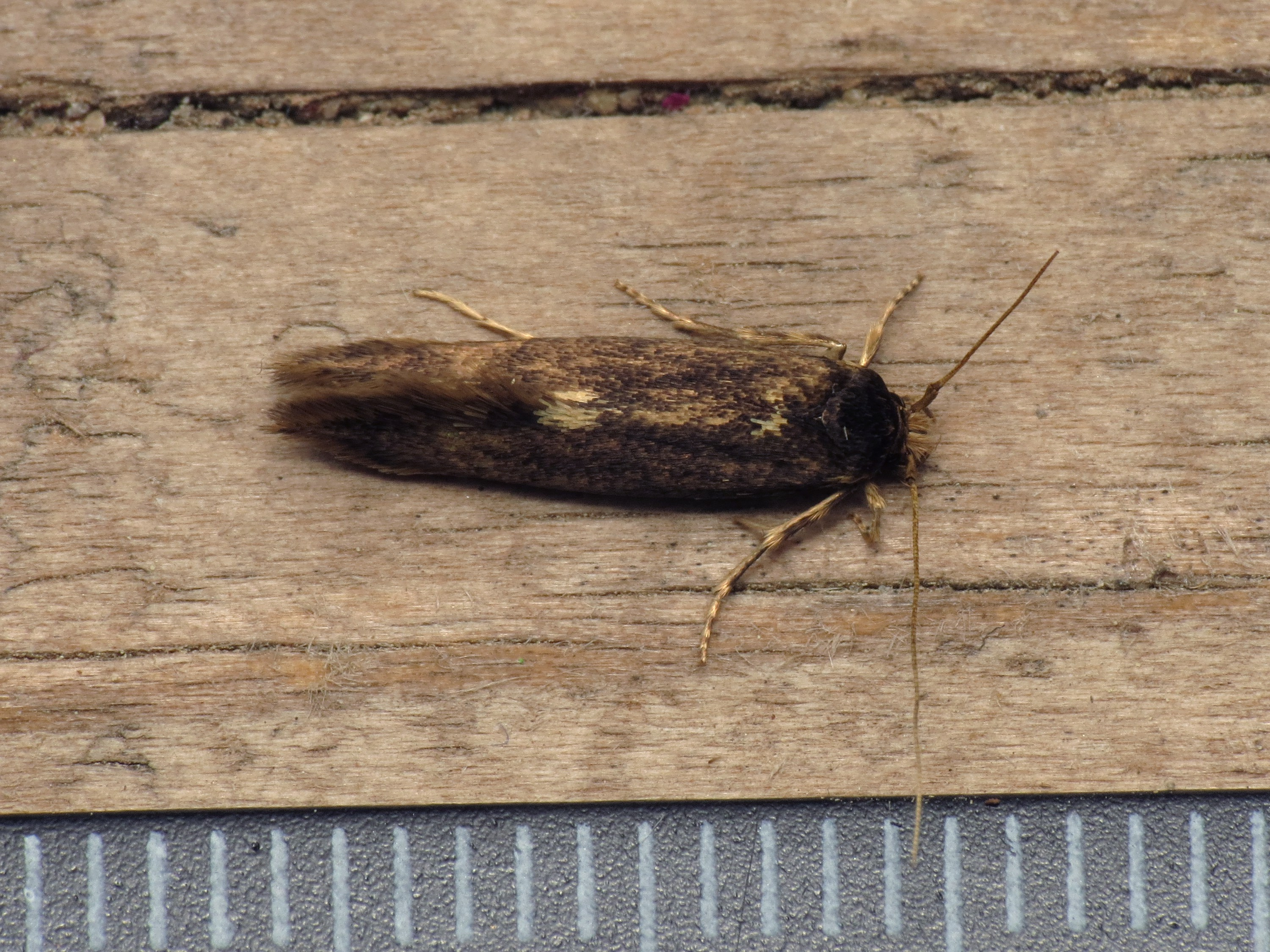
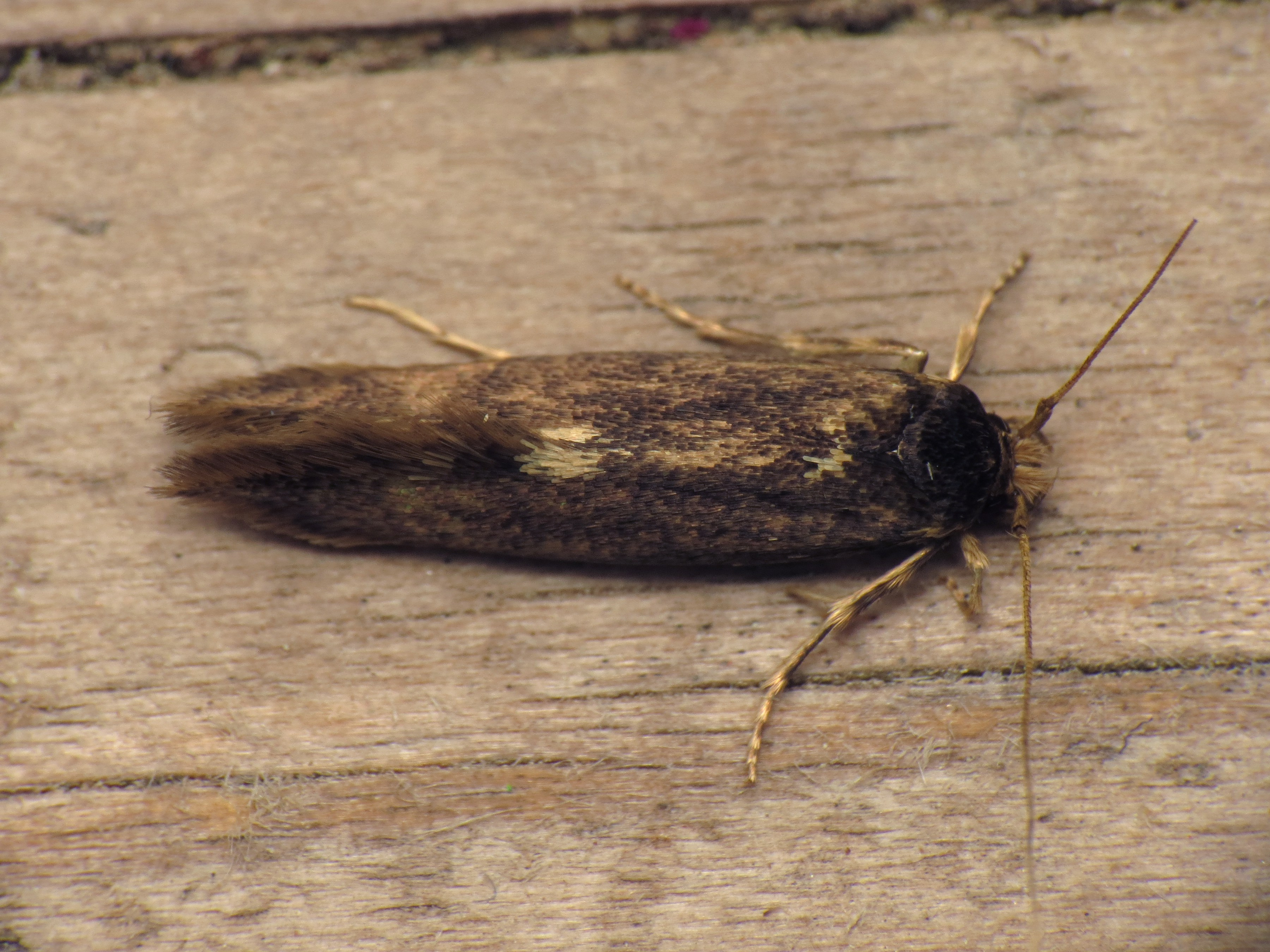
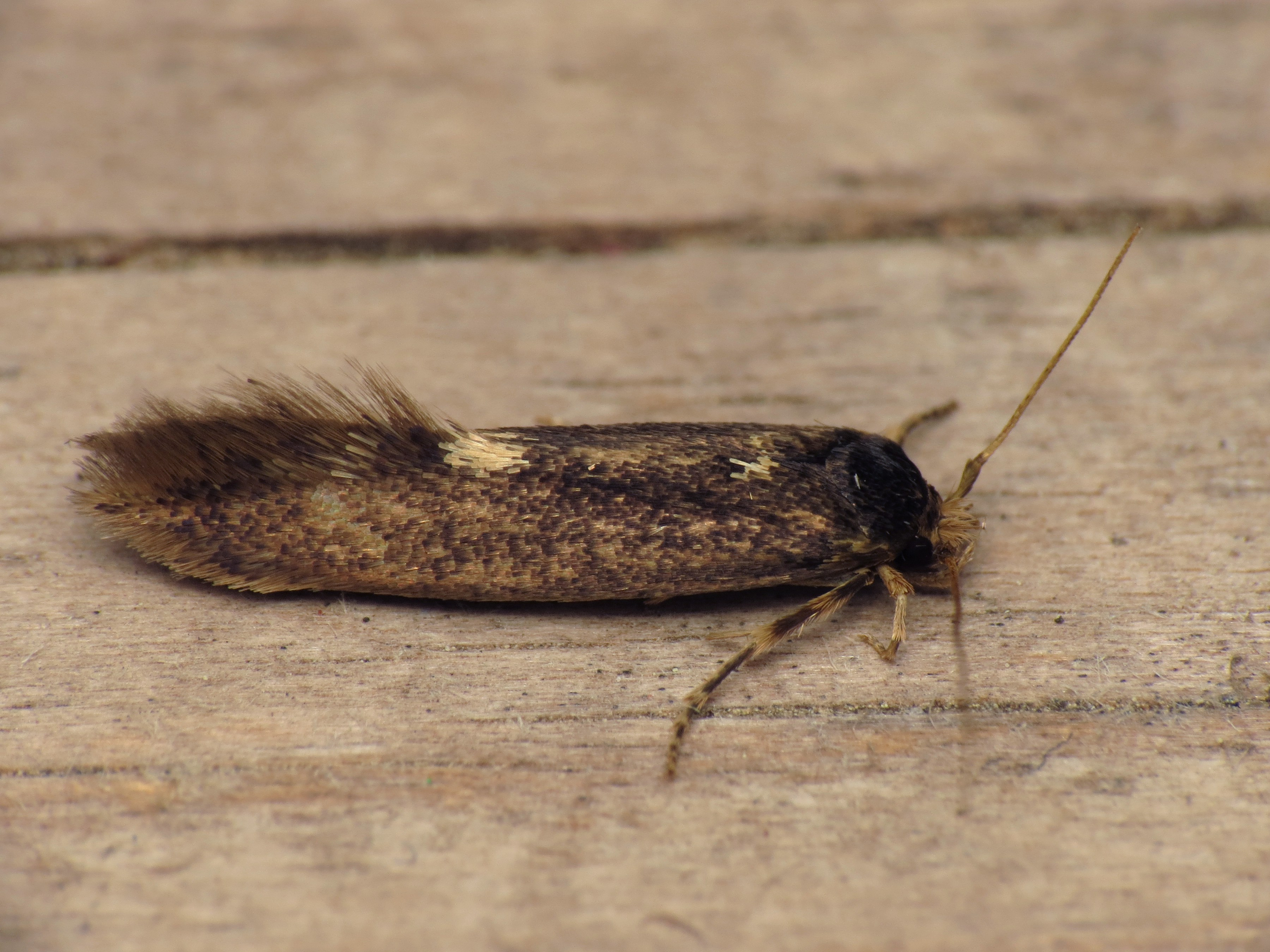